# Sponginticola
Sponginticola är ett släkte av kräftdjur som beskrevs av Topsent 1928. Sponginticola ingår i familjen Sponginticolidae.
Släktet innehåller bara arten Sponginticola uncifer. Sponginticola är enda släktet i familjen Sponginticolidae.